# Gurovka
Gurovka (en rus: Гуровка) és un poble de l'óblast de Kursk, a Rússia, que en el cens del 2010 tenia 86 habitants. Pertany al districte rural de Fatej.